# Pontus Wernbloom
Pontus Anders Mikael Wernbloom (* 25. Juni 1986 in Kungälv) ist ein schwedischer Fußballspieler. Der Mittelfeldspieler wird häufig zentral defensiv aufgestellt und agiert bisweilen als robuster Abräumer, wovon nicht zuletzt seine zahlreichen Verwarnungen zeugen. 
Auf Vereinsebene gewann Wernbloom in Schweden, Russland und Griechenland sowohl den jeweiligen Meistertitel als auch den Landespokal. Dabei steht in den letztgenannten Ländern jeweils einmal ein Doublegewinn zu Buche: 2013 mit ZSKA Moskau in Russland, 2019 mit PAOK Thessaloniki in Griechenland. Zwischen 2009 und 2020 spielte er dabei knapp elf Jahre im Ausland, zuvor und danach lief er jeweils für den IFK Göteborg auf. Sowohl für den Moskauer Klub als auch seinen Göteborger Heimatverein bestritt er über hundert Pflichtspiele auf nationaler und internationaler Ebene.
2007 debütierte Wernbloom in der schwedischen Nationalmannschaft, zudem war er als Juniorennationalspieler aktiv und erreichte mit der U-21-Auswahlmannschaft bei der U-21-Europameisterschaft 2009 das Halbfinale. Unter Nationaltrainer Erik Hamrén gehörte er zum schwedischen Aufgebot für die Europameisterschaftsendrunde 2016. Im Anschluss an das als Gruppenletzter beendete Turnier beendete er nach 51 Länderspieleinsätzen seine Nationalmannschaftskarriere.

## Werdegang

### Durchbruch in Schweden

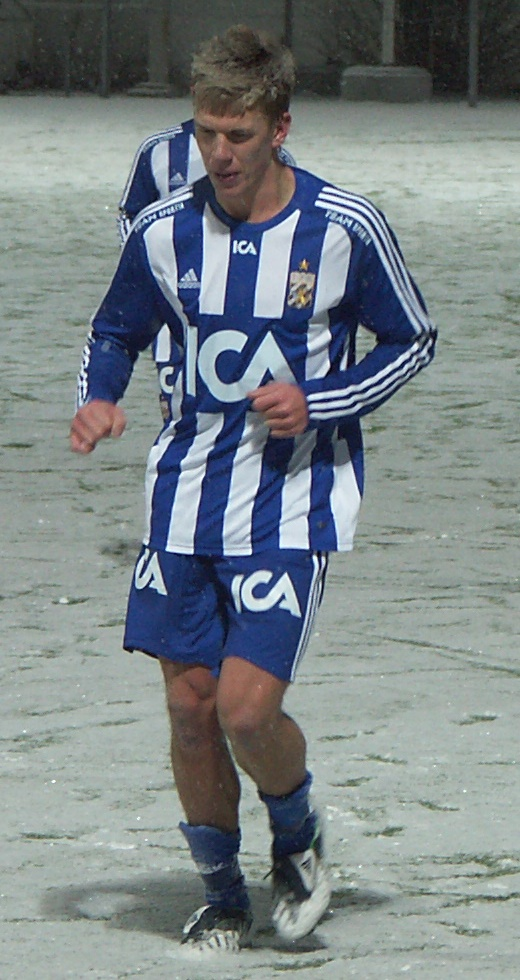
Wernbloom im Jersey von IFK Göteborg (Februar 2009)

Wernbloom spielte in der Jugend zunächst für IK Kongahälla, ehe er 2003 in die Jugendabteilung des IFK Göteborg wechselte. 2005 rückte der Offensivspieler in den Erstligakader auf und kam in seiner Debütsaison zu sieben Spielen für den Klub in der Allsvenskan. Bereits in der Spielzeit 2006 hatte sich der Nachwuchsspieler in der Stammformation etabliert und erzielte sechs Tore ein 23 Saisoneinsätzen. Damit empfahl er sich für die von Tommy Söderberg und Jörgen Lennartsson betreute U-21-Auswahl Schwedens. Am 24. Mai des Jahres kam er anlässlich eines 3:1-Erfolgs gegen die polnische Juniorennationalmannschaft an der Seite von Spielern wie Petter Andersson, Björn Runström und Oscar Wendt zu seinem Debüt, das er mit dem 1:0-Führungstreffer krönen konnte. In der Folge etablierte er sich als Stammspieler in der Landesauswahl, mit der er in den Play-off-Spielen zur Qualifikation für die U-21-Europameisterschaftsendrunde 2007 an der serbischen Nachwuchsauswahl nach einem 3:0-Auswärtserfolg durch eine 0:5-Heimschlappe scheiterte.
Durch seine guten Leistungen rückte Wernbloom in den Fokus von Nationaltrainer Lars Lagerbäck und wurde für eine Amerikareise der A-Nationalmannschaft während der Winterpause in den Kader berufen. Am 18. Januar 2007 debütierte er anlässlich eines Spiels gegen Ecuador im Nationaljersey. In der anschließenden Spielzeit 2007 knüpfte Wernbloom bei IFK Göteborg an das Vorjahr an und gehörte mit abermals sechs Saisontoren zu den Stützen der Mannschaft, die den Lennart-Johansson-Pokal für den schwedischen Landesmeistertitel errang. An der Seite von Niclas Alexandersson, Jonas Wallerstedt und Stefan Selakovic bestritt er 24 Ligaspiele und erreichte mit der Mannschaft das Pokalfinale gegen Kalmar FF, in dem er in der Startformation stand. Der Gewinn des Doubles wurde nach Gegentoren von César Santin und Patrik Ingelsten durch eine 0:3-Niederlage deutlich verpasst.
Vor Beginn der folgenden Spielzeit nominierte Lagerbäck erneut Wernbloom für die A-Nationalmannschaft, so dass er zu einem zweiten Länderspieleinsatz kam. Zwar gelangen ihm in der anschließenden Saison acht Saisontore, dennoch reichte es für ihn mit der Vereinsmannschaft nur zum dritten Rang in der Abschlusstabelle hinter Meister Kalmar FF und IF Elfsborg. Jedoch zog sie wie im Vorjahr ins Pokalfinale ein und verhinderte durch einen 5:4-Erfolg nach Elfmeterschießen ihrerseits das Double von KFF. Wernbloom konnte dabei den letzten Elfmeter zum Triumph des Göteborger Klubs gegen Petter Wastå verwandeln. Zu Beginn der Spielzeit 2009 bestätigte er erneut die Form der Vorjahre. Bis zur Sommerpause war er an acht Toren direkt oder durch Torvorlage beteiligt und rangierte damit klubintern hinter Selakovic und Tobias Hysén. Als entscheidende Stütze, die dem Klub zum ersten Tabellenrang zur Sommerpause verhalf, nominierten ihn Ende Mai die Trainer Söderberg und Lennartsson für die U-21-Europameisterschaftsendrunde im Sommer im eigenen Land. Mit der Mannschaft erreichte er das Halbfinale des Turniers, in dem sie gegen England im Elfmeterschießen ausschied.

### Elf Jahre im europäischen Ausland

#### Jahre in den Niederlanden
Durch seine guten Leistungen machte Wernbloom international auf sich aufmerksam. Bereits im April 2009 gab er seinen Wechsel in die niederländische Ehrendivision bekannt. Der amtierende Meister AZ Alkmaar bot 30 Millionen schwedische Kronen, um den Offensivspieler für vier Spielzeiten zuzüglich Option für ein weiteres Jahr an sich zu binden. Anfangs aufgrund diverser Blessuren – er verpasste daher auch das Spiel um den Johan Cruijff Schaal, das sein Klub gegen den SC Heerenveen gewann – hauptsächlich Ergänzungsspieler, konnte er sich insbesondere in der zweiten Saisonhälfte seiner ersten Spielzeit in den Niederlanden unter dem im Dezember neu verpflichteten Trainer Dick Advocaat in die Startformation spielen. Am Ende der Spielzeit hatte er in 23 Spielen zur erneuten Europapokalqualifikation als Tabellenfünfter beigetragen.
Im Sommer 2010 bekam Wernbloom mit Gertjan Verbeek einen neuen Cheftrainer, da Advocaat als neuer Nationaltrainer der russischen Nationalmannschaft den Klub verließ. Unter dem neuen Trainingsleiter avancierte er an der Seite von Maarten Martens, Jóhann Berg Guðmundsson und seinem Landsmann Rasmus Elm zur Stammkraft im rechten Mittelfeld. Parallel etablierte er sich im Kader der Nationalmannschaft ebenfalls als Stammkraft. Beim Auftaktspiel zur Qualifikation für die Europameisterschaft 2012 im September 2010 krönte er sein Startelfdebüt in einem Pflichtspiel für die Auswahl mit einem Doppelpack zum 2:0-Erfolg über die ungarische Nationalmannschaft.
Während Wernbloom sich mit der Nationalmannschaft hinter der Nationalelf der Niederlande in der Qualifikationsgruppe E festsetzte, schwankte er mit seinem Klub innerhalb der Liga. Nach einem schlechten Start mit nur drei Punkten aus den ersten fünf Spielen folgte eine Serie von fünf Siegen, anschließend verlor die Mannschaft nur ein Spiel bis zum Ende der Hinrunde. In der Rückrunde etwas konstanter verlor die Mannschaft zwar den Anschluss zu den Spitzenplätzen, erreichte aber als Tabellenvierter erneut die Qualifikation für das internationale Geschäft. Mit vier Saisontoren ließ Wernbloom dabei zeitweise seine Torgefahr aus Göteborger Zeiten erkennen, auch in der Qualifikation zur UEFA Europa League 2011/12 trug er mit zwei Toren in vier Spielen maßgeblich zum Einzug in die Gruppenphase bei. Dort blieb die Mannschaft in sechs Spielen unbesiegt, aufgrund von fünf Unentschieden wurde jedoch erst am letzten Spieltag der Aufstieg ins Sechzehntelfinale erreicht. Auch in der Nationalmannschaft war Wernblooms Einsatz von Erfolg gekrönt: Im Oktober 2011 wirkte er im letzten Gruppenspiel zur EM-Qualifikation gegen die Niederlande als Einwechselspieler mit und war somit am 3:2-Erfolg beteiligt, der als bester Gruppenzweiter die direkte Qualifikation bedeutete.

#### Unter Vertrag bei ZSKA Moskau

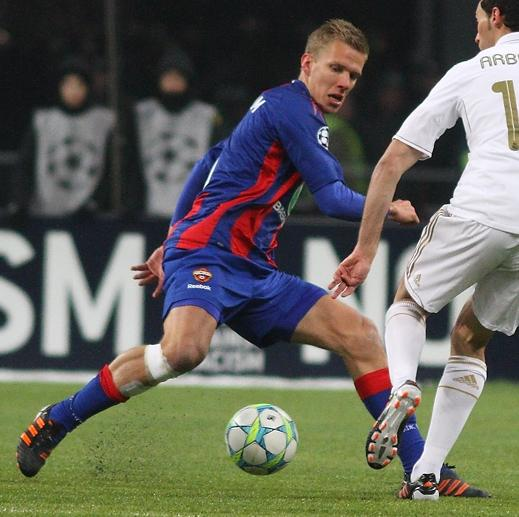
Wernbloom in der Champions League gegen Real Madrid im Februar 2012

Mitte Januar 2012 verkündete Wernbloom seinen Abschied aus der niederländischen Ehrendivision. Er folgte einem Angebot des russischen Erstligisten ZSKA Moskau. Bei seinem neuen Klub unterzeichnete er einen bis Sommer 2012 gültigen Vertrag mit einer Laufzeit von viereinhalb Jahren, der Verein zahlte geschätzte 3 Millionen Euro als Ablösesumme an AZ Alkmaar. Bei seinem Pflichtspieldebüt im Achtelfinale der UEFA Champions League im Februar des Jahres erzielte er in der Nachspielzeit auf Vorlage von Alexei Wladimirowitsch Beresuzki den Treffer zum 1:1-Ausgleich gegen Real Madrid, nach einer 1:4-Niederlage im Rückspiel schied er mit der Mannschaft aus dem Wettbewerb aus. Anfang März stand er erstmals in der Premjer-Liga auf dem Spielfeld und war bis zum Saisonende Stammspieler. Am letzten Spieltag verpasste er mit dem Klub aufgrund einer 1:3-Niederlage gegen Rubin Kasan einen Platz zur Qualifikation zur UEFA Champions League 2012/13, da Spartak Moskau mit einem gleichzeitigen Sieg gegen Lokomotive Moskau an ZSKA vorbeizog und Vizemeister wurde.
Nach einem schwachen Start in die Spielzeit 2012/13, bei dem die Mannschaft am dritten Spieltag Drittletzte war und in den Play-offs zur UEFA Europa League 2012/13 nach einer 0:2-Heimniederlage nach Verlängerung ausgerechnet am schwedischen Vertreter AIK scheitere, führte Trainer Leonid Wiktorowitsch Sluzki die Mannschaft in einem Zweikampf mit Zenit St. Petersburg zur Meisterschaft. Im Juni 2013 stand sie zudem im Endspiel um den russischen Pokal gegen das von Guus Hiddink trainierte Anschi Machatschkala. Während Wernbloom kurz vor Ende der regulären Spielzeit des Feldes verwiesen wurde, holten seine Mannschaftskollegen im Elfmeterschießen den Titel und damit das Double. Die folgende Saison begann ebenfalls mit einem Titelgewinn, im Supercup wurde durch Tore des zweifach erfolgreichen Keisuke Honda und von Sergei Nikolajewitsch Ignaschewitsch Vizemeister Zenit mit 3:0 deutlich in die Schranken verwiesen. In der UEFA Champions League 2013/14 kam jedoch das frühe Aus als Gruppenletzter, hinter dem FC Bayern München und Manchester City war dabei das Duell mit dem tschechischen Meister Viktoria Pilsen entscheidend. Nach einem 3:2-Heimspielerfolg bedeutete eine 1:2-Niederlage im Rückspiel den letzten Tabellenrang aufgrund der Auswärtstorregel im direkten Vergleich. Nachdem das entscheidende Tor durch Tomáš Wágner in der Nachspielzeit gefallen war, wurde Wernbloom kurz darauf per gelb-roter Karte ausgeschlossen. In der Meisterschaft hielt sich der Klub lange Zeit nur im vorderen Mittelfeld, ehe er am 23. Spieltag den dritten Tabellenplatz erklomm. Diesen hatte er bis vor den vorletzten Spieltag inne, nach einem 2:0-Heimerfolg über Tom Tomsk sprang er an Zenit und Lokomotive Moskau vorbei auf den ersten Tabellenplatz, der mit einem 1:0-Sieg durch ein Tor von Zoran Tošić im direkten Duell mit Lokomotive verteidigt wurde.
In der UEFA Champions League 2014/15 traf Wernbloom mit ZSKA erneut auf den FC Bayern München und Manchester City, dritter Gegner war der AS Rom. Nach zwei Niederlagen zum Auftakt überraschte er mit seinem Klub in den Duellen mit dem englischen Vertreter, einem 2:2-Remis in der Arena Chimki folgte ein 2:1-Auswärtssieg in Manchester. Dennoch zog die Mannschaft bei Punktgleichheit gegenüber dem AS Rom erneut den Kürzeren und verpasste als Tabellenletzte den Aufstieg in die UEFA Europa League 2014/15. In der heimischen Meisterschaft reichte es zur Vizemeisterschaft hinter Zenit. Dabei zählte Wernbloom wie in den Vorjahren zu den Stammspielern, der jedoch aufgrund seiner zahlreichen gelben Karten zeitweise aussetzen musste.

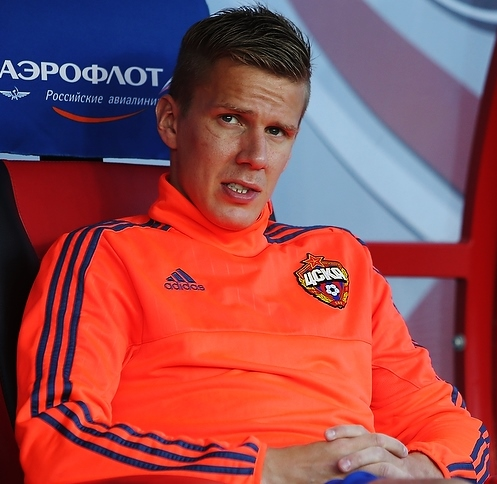
Wernbloom im August 2015

In der Spielzeit 2015/16 stand Wernbloom mit ZSKA lange Zeit an der Tabellenspitze und distanzierte letztlich den FK Rostow mit zwei Punkten zum dritten Meisterschaftsgewinn während seines Russlandaufenthalts. Die Gruppenphase der UEFA Champions League 2015/16 gestaltete sich jedoch erneut erfolglos wie in den Vorjahren. Zwar hatte die Mannschaft in der Qualifikation unter anderem Sporting Lissabon ausgeschaltet, nach nur einem Sieg über den späteren Gruppenzweiten PSV Eindhoven blieb nach zwei Niederlagen gegen Gruppensieger VfL Wolfsburg und einem Remis gegen Manchester United erneut nur der vierte Tabellenplatz. Der Gewinn des Doubles wurde erst im Endspiel um den russischen Pokal verpasst, Zenit St. Petersburg setzte sich mit 4:1 deutlich durch.
Bei der Fußball-Europameisterschaft 2016 in Frankreich wurde Wernbloom in das Aufgebot Schwedens aufgenommen, kam dort aber nicht zum Einsatz. Am 12. Juli trat er aus der Nationalmannschaft zurück. In den beiden anschließenden Spielzeiten wurde er mit ZSKA jeweils Vizemeister, in der UEFA Champions League 2016/17 reichten drei Punkte erneut nur zum Schlusslicht. Nach erfolgreicher Qualifikation für die Gruppenphase der UEFA Champions League 2017/18 erreichte die Mannschaft hinter Manchester United und dem FC Basel nach zwei Siegen gegen Benfica Lissabon als Dritter die KO-Runde der UEFA Europa League 2017/18. Nach Erfolgen über Roter Stern Belgrad und Olympique Lyon scheiterte der Klub am FC Arsenal.

#### Doublegewinn und Verletzungspech in Griechenland
Im Sommer 2018 verließ Wernbloom Russland in Richtung PAOK Thessaloniki in die griechische Super League. Zu Beginn der Spielzeit 2018/19 Stammspieler wurde er durch einen Kreuzbandriss ausgebremst. So konnte er lediglich in elf Saisoneinsätzen zum Gewinn des ersten Meistertitels seit 1985 beitragen, dabei blieb die Mannschaft im gesamten Saisonverlauf ohne Niederlage. Da er im kompletten Kalenderjahr 2019 ausfiel, blieb ihm auch im vom deutschen Schiedsrichter Felix Zwayer geleiteten Pokalfinale gegen AEK Athen nur die Zuschauerrolle, in dem Chuba Akpoms Treffer zum 1:0-Endstand einerseits zur erfolgreichen Titelverteidigung und andererseits zum Doublegewinn führte.
Da Wernbloom zu den bestbezahlten Angestellten des Klubs gehörte, versuchte der Verein ihn im Frühjahr 2020 aufgrund der globalen COVID-19-Pandemie und den hieraus resultierenden wirtschaftlichen Auswirkungen von der Gehaltsliste zu bekommen.

### Rückkehr nach Schweden
Nach Auflösung seines Vertrags bei PAOK im August 2020 schloss sich Wernbloom seiner ersten Profistation IFK Göteborg an. Dort unterzeichnete er einen bis Ende 2021 gültigen Vertrag. Für den abstiegsbedrohten Klub debütierte er bereits einen Tag nach seiner Unterschrift am 22. August als Einwechselspieler beim 2:2-Unentschieden gegen den amtierenden Meister Djurgårdens IF. Anschließend gehörte er mit der Rückennummer „86“ in den folgenden Spieltagen unter den Trainern Poya Asbaghi sowie Roland Nilsson, dessen Nachfolger nach einem Trainerwechsel ab dem 11. September, regelmäßig zur Startformation und bildete insbesondere gemeinsam mit Alexander Farnerud ein erfahrenes Mittelfeldduo.

## Erfolge

### Titel
- Schwedischer Meister: 2007
- Schwedischer Pokalsieger: 2008
- Schwedischer Supercupsieger: 2008
- Russischer Meister: 2013, 2014, 2016
- Russischer Pokalsieger: 2013
- Russischer Supercup: 2013, 2014
- Griechischer Meister: 2019
- Griechischer Pokalsieger: 2019

### Persönliche Auszeichnungen
- Nominierung schwedischer Mittelfeldspieler des Jahres: 2010[11]